# 高东生态园
高东生态园是位于上海市浦东新区高东镇的一座公园，位于新园路998号，面积约1300亩，内有一座湖泊，联通西面的外环运河。园内有樱花、梅花等植物，还给游客提供了搭帐篷的区域，更是上海环城绿带的组成部分之一。

## 歷史
高东生态园的人工湖水系於2008年建成。2008年3月25日上午，上海市委书记俞正声、上海市长韩正，上海市人大常委会主任刘云耕，上海市政协主席冯国勤，上海市委副书记殷一璀等来到高东生态园参加植树活动。